# Фоменко Михайло Іванович
Миха́йло Іва́нович Фоме́нко (19 вересня 1948, с. Мала Рибиця, Сумська область — 29 квітня 2024) — український футболіст, захисник і півзахисник, колишній головний тренер національної збірної України (2012—2016). Відомий за виступами за футбольний клуб «Динамо» (Київ). Гравець збірної СРСР (1972—1977). Майстер спорту міжнародного класу (1975). Заслужений майстер спорту СРСР (1975).
Після завершення ігрової кар'єри — футбольний тренер. Заслужений тренер України. Заслужений працівник фізичної культури і спорту України.

## Кар'єра

### В клубах

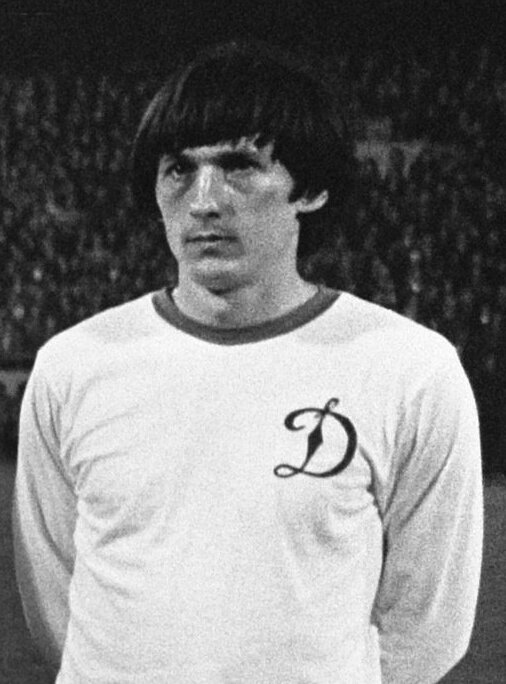
Виступ за «Динамо» (Київ), 1975

Вихованець сумської футбольної школи «Спартак» (з 1962). Виступав за команди «Спартак» Суми (1965—1969), «Зоря» Ворошиловград (1970—1971). Прийшов у київське «Динамо» перед початком сезону 1972 року, в якому «Зоря» стала чемпіоном СРСР, випередивши «Динамо» — срібного призера. У своїй новій команді Фоменко зайняв місце вільного захисника, з кожною грою досягаючи кращого взаєморозуміння з партнерами. Захист «Динамо» з воротарем Рудаковим у ті роки представляв грізну силу: справа в перші роки грав Доценко, потім це місце закріпилось за Трошкіном; зліва — Матвієнко, який володів всіма необхідними для висококласного захисника навичками; передній центральний захисник — Решко, сильний у єдиноборствах, самовідданий гравець. І з поєднанням традиційно сильної динамівської атаки успіхи не забарилися: у 1974 році — перше місце в чемпіонаті країни і Кубок СРСР, у 1975 році — повторення чемпіонського сходження, Кубок володарів кубків і Суперкубок УЄФА. Були й інші призи: «золото» 1977 року, Кубок країни 1978-го.

### У збірній
У 1972 році Фоменко дебютував і у збірній СРСР. Це сталося 16 липня на стадіоні фінського міста Вааса. У головній команді країни Михайло брав участь у відбіркових іграх чемпіонатів світу і Європи, Олімпійських іграх 1976 року в Монреалі. На матчі чемпіонату Європи з національними командами Швейцарії, Чехословаччини, товариську зустріч із збірною Угорщини в Будапешті Михайло Фоменко виводив збірну СРСР як капітан. 1975 року був капітаном і в «Динамо». Всього за збірну СРСР зіграв 24 матчі (в тому числі 5 матчів за олімпійську збірну СРСР).

### Характеристика
Високий, дуже рухливий і швидкий центральний захисник, був повноправним господарем штрафного майданчика. Холоднокровний і надійний, був сильним у позиційній грі, цементував захист команди. Строго дотримувався ігрової дисципліни, був корисний при підключеннях до атак, добре грав головою. В одному з інтерв'ю воротар Євген Рудаков, відповідаючи на питання журналіста про те, кого б він виокремив як справжнього бійця, який віддав усі сили поєдинку, зупинився на трьох майстрах — Колотові, Веремєєві і Фоменку.

## Тренерська кар'єра
Завершив ігрову кар'єру у 30-річному віці через травму спини. Після цього два роки навчався у Вищій школі тренерів, здобув диплом і розпочав тренерську діяльність.
Головний тренер клубу «Фрунзенець» Суми (1979). Тренер клубу «Динамо» Київ (1980—1984).
Головний тренер команд: «Десна» Чернігів (1985—1986), «Кривбас» Кривий Ріг (1987), «Гурія» Ланчхуті (1987—1989), «Рашид» Багдад і збірної Іраку (1990), «Автомобіліст» Суми (1991—1992).
Після розпаду СРСР головний тренер клубів і збірних: «Динамо» (Київ) (1992—1993), «Верес» Рівне (1994), збірної Гвінеї (1994), «ЦСКА-Борисфен» Київ (1994—1996), «Металіст» Харків (1996—2000, 2001—2002, 2003), ЦСКА (Київ) (2000—2001), «Металург» Запоріжжя (2003), «Таврія» Сімферополь (2006—2008).
Найпоказовішою вважає свою роботу в клубі «Гурія», з яким у 1989 році вийшов у вищу лігу чемпіонату СРСР з футболу (однак у 1990 клуби Грузії вийшли з союзних футбольних турнірів і Фоменко не зміг продовжити роботу з клубом). З Динамо Київ цілком несподівано переміг каталонську Барселону у першому ж матчі Ліги чемпіонів сезону 1993—1994. Барселона, під проводом легендарного Йогана Кройфа і з такими зірками як Рональд Куман, Хосеп Ґвардьола, Гойкоечеа того року стала фіналістом Ліги чемпіонів.
26 грудня 2012 року Михайло Фоменко очолив збірну України з футболу. Цікаво те, що він був головою тренерської ради ФФУ, яка займалася пошуком кандидатів на посаду головного тренера збірної. На цю посаду він був призначений рішенням Виконкому Федерації футболу України.
На відборі до Чемпіонату світу в Бразилії, збірна України посіла 2-ге місце в групі, команда на чолі з Михайлом Фоменком змогла досягти позитивного результату і увійти в ТОП-20 рейтингу ФІФА. Але за результатами стикових матчів українська збірна не змогла кваліфікуватись на Чемпіонат світу.
У відбірковому етапі на Чемпіонат Європи 2016 в Франції збірна України посіла 3-тє місце в групі й вийшла у стикові відбіркові матчі, де перемогла збірну Словенії з загальним рахунком 3:1 (2:0 вдома і 1:1 на виїзді). Таким чином збірна України вийшла до фінальної частини Чемпіонату Європи.
20 червня 2016 року Фоменко як головний тренер національної збірної України з футболу попросив у вболівальників команди вибачення за невдалий виступ на чемпіонаті Європи.
23 червня 2016 року головний тренер Національної збірної України з футболу Михайло Фоменко подав у відставку. «Який сенс продовжувати співробітництво, якщо завдання, що було поставлене перед нами, ми не виконали? Я беру відповідальність за відсутність результату на себе й подаю у відставку», — заявив Фоменко.
Помер 29 квітня 2024 року, наприкінці життя мав онкологічне захворювання. Похований на Лучанському кладовищі у Сумах.

## Досягнення

### Як гравець

#### У клубі
- Чемпіон СРСР (3): 1974, 1975, 1977
- срібний призер чемпіонату СРСР (4): 1972, 1973, 1976(о), 1978.
- Володар Кубка СРСР (2): 1974, 1978
- Володар Кубка володарів Кубків УЄФА: 1975
- Володар Суперкубка УЄФА: 1975

#### У збірній
- Срібний призер чемпіонату Європи 1972 (входив у склад команди, в матчах участі не брав)
- Бронзовий олімпійський призер: 1976

#### Особисті
- У списках 33 найкращих футболістів сезону в СРСР (6): № 1 — 1974, 1975, 1976; № 2: 1973, 1977; № 3: 1972

### Як тренер
- Чемпіон України: 1993
- Володар Кубка України: 1993
- Фіналіст Кубка України: 2001
- Вивів збірну України на Євро 2016

## Державні нагороди
- Орден «За заслуги» І (2020)[11], ІІ (2015)[12] та ІІІ (2004)[13] ступенів.
- Відзнака «Іменна вогнепальна зброя» (21 листопада 2015) — за досягнення високих спортивних результатів, вагомий внесок у розвиток вітчизняного футболу, піднесення міжнародного авторитету Української держави[14]